# 桑加蒙瓦利鎮區 (伊利諾伊州卡斯縣)
桑加蒙瓦利鎮區（英語：Sangamon Valley Township）是位於美國伊利諾伊州卡斯縣的一個行政鎮區。

## 地方資料
根據2010年美國人口普查的數據，桑加蒙瓦利鎮區的面積為93.90平方千米，當中陸地面積為93.90平方千米，而水域面積為0.00平方千米。當地共有人口309人，而人口密度為每平方千米3.29人。